# Lịch sử Linux
Lịch sử của Linux bắt đầu vào năm 1991 với sự bắt đầu của một dự án cá nhân của sinh viên Phần Lan Linus Torvalds để tạo ra một hạt nhân hệ điều hành tự do mới. Kể từ đó, các kết quả của nhân Linux đã được tăng trưởng liên tục trong suốt lịch sử của nó. Kể từ khi phát hành mã nguồn của nó lần đầu vào năm 1991, nó đã phát triển từ một số nhỏ các tập tin viết bằng C theo một giấy phép cấm phân phối thương mại đến các phiên bản 3.10 vào năm 2013 với hơn 16 triệu dòng mã nguồn, và đến bản phát hành 4.15 năm 2008 nó đã lên có 23.3 triệu dòng lệnh. dưới Giấy phép Công cộng GNU.(tr7)

## Bối cảnh

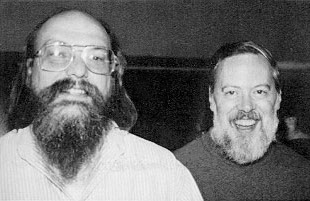
Ken Thompson và Dennis Ritchie

Sau khi AT&T rời khỏi dự án Multics, hệ điều hành Unix được Ken Thompson và Dennis Ritchie (cả hai thuộc AT&T Bell Laboratories) xây dựng và phát hành lần đầu tiên vào năm 1970. Sau đó, họ viết lại bằng ngôn ngữ lập trình mới, C, để làm cho nó di động. Tính khả dụng và tính di động của Unix khiến nó được chấp nhận rộng rãi, sao chép và sửa đổi bởi các tổ chức học thuật và doanh nghiệp.
Năm 1977, Berkeley Software Distribution (BSD) đã được phát triển bởi Computer Systems Research Group (CSRG) từ UC Berkeley, dựa trên phiên bản thứ sáu của Unix từ AT&T. Vì BSD chứa mã Unix mà AT&T sở hữu, AT&T đã đệ đơn kiện (USL v. BSDi) vào đầu những năm 1990 chống lại Đại học California. Điều này hạn chế mạnh mẽ sự phát triển và áp dụng BSD.
Năm 1983, Richard Stallman bắt đầu GNU project với mục tiêu tạo ra một hệ điều hành tự do tương tự UNIX. Là một phần của công việc này, ông đã viết Giấy phép Công cộng GNU (GPL). Đến đầu những năm 1990, đã có gần như đủ phần mềm có sẵn để tạo ra một hệ điều hành đầy đủ. Tuy nhiên, hạt nhân GNU, được gọi là Hurd, đã thất bại trong việc thu hút đủ nỗ lực phát triển, khiến GNU không hoàn thành.
Năm 1985, Intel phát hành 80386, bộ vi xử lý x86 đầu tiên với bộ hướng dẫn 32 bit và một đơn vị quản lý bộ nhớ với phân trang.
Năm 1986, Maurice J. Bach, của AT&T Bell Labs, đã xuất bản Thiết kế hệ điều hành UNIX. Mô tả chính xác này chủ yếu bao gồm hạt nhân System V Release 2, với một số tính năng mới từ Phiên bản 3 và BSD.
Năm 1987, MINIX, một hệ điều hành tương tự Unix dành cho mục đích học thuật, được Andrew S. Tanenbaum phát hành để minh họa cho các nguyên tắc được truyền tải trong sách giáo khoa của ông, Operating Systems: Design and Implementation. Mặc dù mã nguồn cho hệ thống đã có sẵn, sửa đổi và phân phối lại bị hạn chế. Ngoài ra, thiết kế 16 bit của MINIX không thích ứng tốt với các tính năng 32 bit của kiến trúc Intel 386 ngày càng rẻ và phổ biến cho máy tính cá nhân. Đầu những năm 1990, một hệ điều hành UNIX thương mại cho PC Intel 386 là quá đắt đối với người dùng cá nhân.
Những yếu tố này và việc thiếu một hạt nhân tự do, được chấp nhận rộng rãi đã cung cấp động lực cho Torvalds bắt đầu dự án của mình. Ông đã tuyên bố rằng nếu hạt nhân GNU Hurd hoặc 386BSD đã có sẵn tại thời điểm đó, thì có khả năng ông sẽ không tự viết.

## Tạo ra Linux

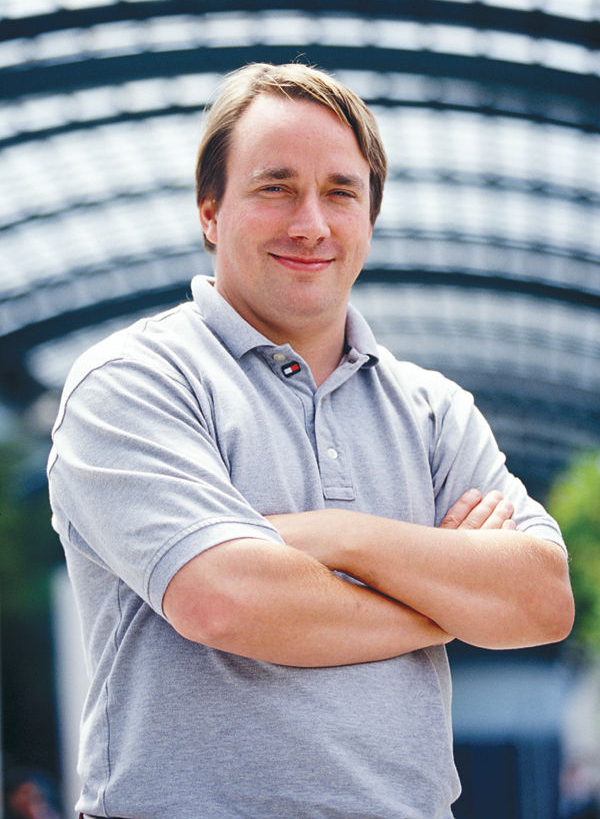
Linus Torvalds in 2002

Năm 1991, trong khi đang theo học ngành Khoa học máy tính tại Đại học Helsinki, Linus Torvalds đã bắt đầu một dự án mà sau đó trở thành Linux kernel. Ông ấy đã viết chương trình dành riêng cho phần cứng ông đang sử dụng và độc lập với một hệ điều hành vì ông muốn sử dụng các chức năng của PC mới của mình với bộ xử lý 80386. Việc phát triển được thực hiện trên MINIX dùng GNU C Compiler. GNU C Compiler vẫn là lựa chọn chính để biên dịch Linux ngày nay, nhưng có thể được xây dựng với các trình biên dịch khác, chẳng hạn như  Intel C Compiler.
Như Torvalds đã viết trong cuốn sách Just for Fun, cuối cùng anh ta đã viết một kernel hệ điều hành. Vào ngày 25 tháng 8 năm 1991, anh ta (ở tuổi 21) đã công bố hệ thống này trong một bài đăng trên Usenet trên newsgroup "comp.os.minix.":
Xin chào mọi người, những người dùng minix

- Tôi đang làm một hệ điều hành (tự do) (chỉ là một sở thích, sẽ không lớn và chuyên nghiệp như gnu) cho các bản sao 386(486) AT. Nó ã được ấp ủ từ tháng tư, và đang bắt đầu chuẩn bị sẵn sàng. Tôi muốn bất kỳ phản hồi nào về những thứ mọi người thích/không thích trong minix, vì HĐH của tôi giống với phần nào (cùng bố cục vật lý của hệ thống file (vì lý do thực tế) trong số những thứ khác).
Tôi hiện đã ported bash(1.08) và gcc(1.40), và mọi thứ dường như hoạt động. Điều này ngụ ý rằng tôi sẽ nhận được một cái gì đó thiết thực trong vòng một vài tháng và tôi muốn biết những tính năng mà hầu hết mọi người sẽ muốn. Mọi đề xuất đều được chào đón, nhưng tôi sẽ không hứa sẽ thực hiện chúng:-)

Linus (torvalds@kruuna.helsinki.fi)

PS.Có. nó không có bất kỳ mã minix nào và nó có fs đa luồng. Nó KHÔNG phải là di động  (sử dụng chuyển đổi tác vụ 386...), và có lẽ nó không hỗ trợ thứ gì ngoài ổ cứng AT, vì đó là tất cả những gì tôi có:-(.— Linus Torvalds

Theo Torvalds, Linux bắt đầu đạt được tầm quan trọng vào năm 1992 sau khi Hệ thống X Window được Orest Zborowski port sang Linux, cho phép Linux hỗ trợ GUI lần đầu tiên.

## Đặt tên

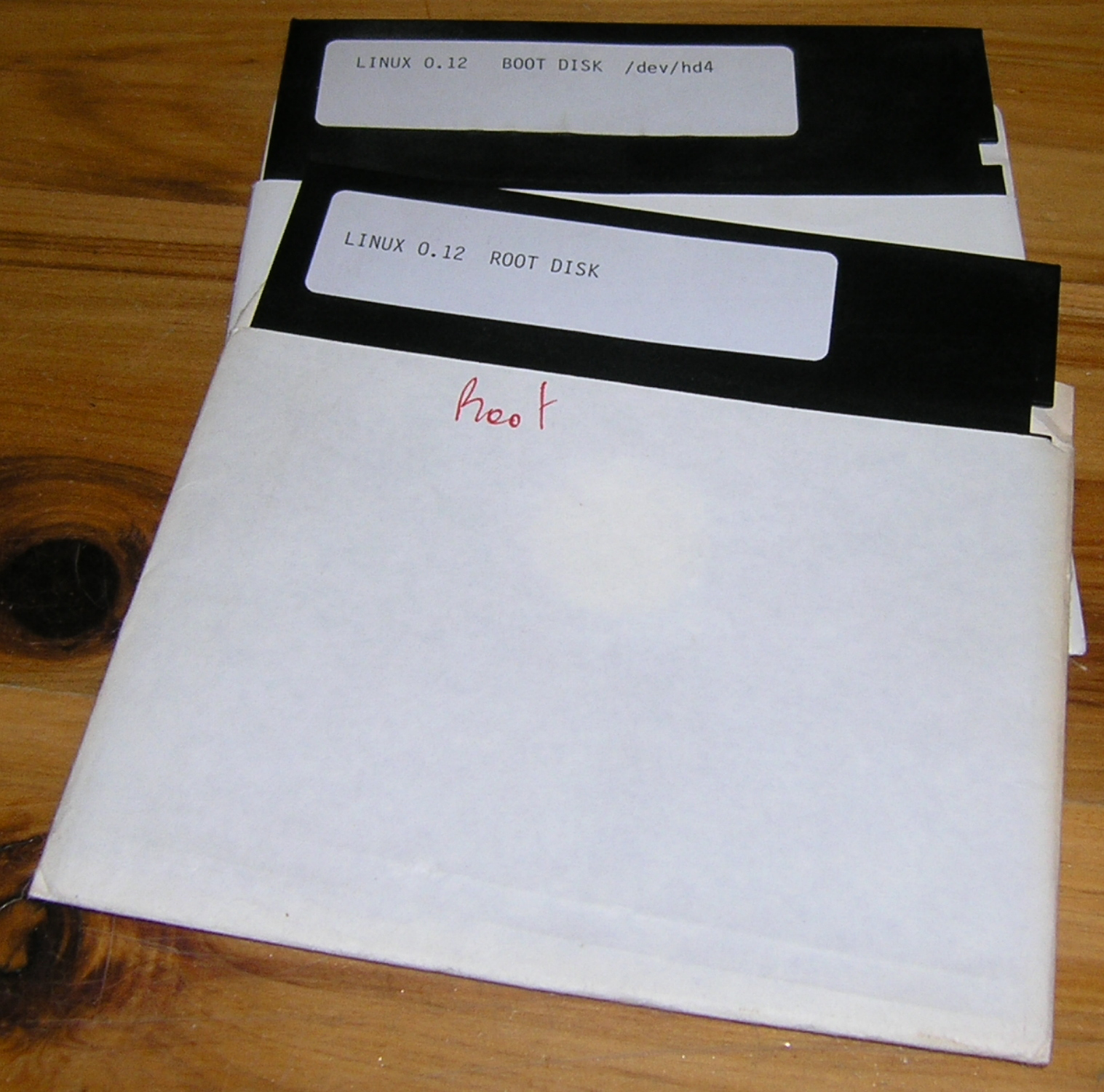
Đĩa mềm chứa một phiên bản rất sớm của Linux

Linus Torvalds đã muốn gọi phát minh của mình là Freax, một từ ghép giữa "free", "freak", và "x" (như là một ám chỉ đến Unix). Trong thời gian bắt đầu công việc của mình trên hệ thống, anh đã lưu trữ các tệp dưới tên "Freax" trong khoảng nữa năm. Torvalds đã từng xem xét cái tên "Linux," nhưng ban đầu bác bỏ nó là quá tự cao tự đại.
Để tạo điều kiện phát triển, các tệp đã được tải lên máy chủ FTP (ftp.funet.fi) của FUNET vào tháng 9 năm 1991. Ari Lemmke tại Đại học Công nghệ Helsinki (HUT), một trong những quản trị viên tình nguyện cho máy chủ FTP tại thời đó, không nghĩ rằng "Freax" là một cái tên hay. Vì vậy, ông đã đặt tên dự án là "Linux" trên máy chủ mà không hỏi ý kiến Torvalds. Tuy nhiên, sau đó, Torvalds đồng ý với "Linux".
Để giải thích cách phát âm từ "Linux"  ([ˈliːnɵks]), Torvalds đã bao gồm một hướng dẫn âm thanh (listenⓘ) với mã nguồn kernel.

## Linux dưới GNU GPL
Torvalds lần đầu tiên xuất bản nhân Linux theo giấy phép riêng, có hạn chế về hoạt động thương mại.
Phần mềm sử dụng với kernel là phần mềm được phát triển như một phần của dự án GNU được cấp phép theo Giấy phép Công cộng GNU, một giấy phép phần mềm tự do. Bản phát hành đầu tiên của hạt nhân Linux, Linux 0,01, bao gồm một nhị phân của GNU Bash shell.
Trong "Notes for linux release 0.01", Torvalds  liệt kê phần mềm GNU được yêu cầu để chạy Linux:
Đáng buồn thay, một hạt nhân tự nó không đưa bạn đến đâu. Để có được một hệ thống làm việc, bạn cần có shell, trình biên dịch, một thư viện... Đây là những phần riêng biệt và có thể thuộc bản quyền chặt chẽ hơn (hoặc thậm chí lỏng hơn). Hầu hết các công cụ được sử dụng với linux là phần mềm GNU và nằm dưới bản sao GNU. Các công cụ này không có trong bản phân phối - hãy hỏi tôi (hoặc GNU) để biết thêm thông tin.

Năm 1992, ông đề nghị phát hành hạt nhân theo Giấy phép Công cộng GNU. Đầu tiên ông đã công bố quyết định này trong các ghi chú phát hành của phiên bản 0.12. Vào giữa tháng 12 năm 1992, ông đã xuất bản phiên bản 0,99 bằng cách sử dụng GNU GPL. Các nhà phát triển Linux và GNU đã làm việc để tích hợp các thành phần GNU với Linux để tạo ra một hệ điều hành đầy đủ chức năng và tự do. Torvalds đã tuyên bố, "Phát hành Linux theo chắc chắn là điều tốt nhất tôi từng làm."
Khoảng năm 2000 Torvalds đã làm rõ rằng giấy phép được sử dụng cho hạt nhân Linux chính xác là GPLv2, không có mệnh đề "hoặc mới hơn".
Năm 2007, sau nhiều năm thảo luận dự thảo, GPLv3 đã được phát hành, Torvalds và phần lớn các nhà phát triển kernel đã quyết định không chấp nhận giấy phép mới cho kernel linux.

## Tranh cãi về đặt tên GNU/Linux
Tên định danh "Linux" ban đầu chỉ được Torvalds sử dụng cho nhân Linux. Tuy nhiên, hạt nhân thường được sử dụng cùng với các phần mềm khác, đặc biệt là phần mềm của dự án GNU. Điều này nhanh chóng trở thành việc áp dụng phần mềm GNU phổ biến nhất. Vào tháng 6 năm 1994 trong bản tin của GNU, Linux được gọi là "bản sao UNIX tự do" và Dự án Debian bắt đầu gọi sản phẩm Debian GNU/Linux của họ. Vào tháng 5 năm 1996, Richard Stallman đã xuất bản trình soạn thảo Emacs 19.31, trong đó loại hệ thống được đổi tên từ Linux thành Lignux. Cách đánh vần này nhằm mục đích cụ thể là sự kết hợp giữa GNU và Linux, nhưng điều này đã sớm bị bỏ qua để ủng hộ "GNU/Linux".
Tên này thu được các phản ứng khác nhau. Các dự án GNU và Debian sử dụng tên này, mặc dù hầu hết mọi người chỉ đơn giản sử dụng thuật ngữ "Linux" để chỉ sự kết hợp..

## Linh vật chính thức

Tux, Linh vật của Linux

Torvalds tuyên bố vào năm 1996 rằng sẽ có một linh vật cho Linux, một chú chim cánh cụt. Điều này là do thực tế khi họ chuẩn bị chọn linh vật, Torvalds đã đề cập đến việc anh ta bị cắn bởi một chú chim cánh cụt nhỏ (Eudyptula minor) trong chuyến thăm National Zoo & Aquarium tại Canberra, Australia.  Larry Ewing đã cung cấp bản thảo gốc của linh vật nổi tiếng ngày nay dựa trên mô tả này. Cái tên tux được James Hughes gợi ý là bắt nguồn từ Torvalds' UniX, cùng với tên viết tắt của tuxedo, một loại bộ đồ có màu tương tự như của một chú chim cánh cụt.:138

## Phát triển mới

### Cộng đồng
Phần lớn công việc trên Linux được thực hiện bởi cộng đồng: hàng ngàn lập trình viên trên khắp thế giới sử dụng Linux và gửi các cải tiến được đề xuất của họ cho các nhà bảo trì. Các công ty khác nhau cũng đã giúp đỡ không chỉ với sự phát triển của các hạt nhân, mà còn với việc viết phần thân của phần mềm phụ trợ, được phân phối với Linux. Tính đến tháng 2 năm 2015, hơn 80% các nhà phát triển nhân Linux được trả tiền.(tr11)
Nó được phát hành cả bởi các dự án có tổ chức như Debian và bởi các dự án được kết nối trực tiếp với các công ty như Fedora và openSUSE. Các thành viên của các dự án tương ứng gặp nhau tại các hội nghị và hội thảo khác nhau, để trao đổi ý kiến.Một trong những hội chợ lớn nhất là LinuxTag tại Đức nơi có khoảng 10.000 người tham gia hàng năm, để thảo luận về Linux và các dự án liên quan đến nó.

### Open Source Development Lab và Linux Foundation
The Open Source Development Lab (OSDL) được thành lập vào năm 2000 và là một tổ chức phi lợi nhuận độc lập theo đuổi mục tiêu tối ưu hóa Linux cho việc làm trong các trung tâm dữ liệu và trong carrier range. Nó đóng vai trò là nhà tài trợ cho Linus Torvalds và cả Andrew Morton (cho đến giữa năm 2006 khi Morton chuyển sang Google). Torvalds đã làm việc toàn thời gian thay mặt OSDL, phát triển các nhân Linux.
Ngày 22 tháng 1 năm 2007, OSDL và Free Standards Group đã hợp nhất thành The Linux Foundation, nthu hẹp trọng tâm tương ứng của họ với việc thúc đẩy Linux cạnh tranh với Microsoft Windows.  Kể từ năm 2015, Torvalds vẫn ở lại với Linux Foundation với tư cách là thành viên.

### Các công ty
Mặc dù được cung cấp miễn phí, các công ty thu lợi từ Linux.Các công ty này, nhiều người trong số họ cũng là thành viên của Linux Foundation, iđầu tư nguồn lực đáng kể vào sự tiến bộ và phát triển của Linux, để làm cho nó phù hợp với các lĩnh vực ứng dụng khác nhau. Điều này bao gồm quyên góp phần cứng cho các nhà phát triển trình điều khiển, quyên góp tiền mặt cho những người phát triển phần mềm Linux và việc làm của các lập trình viên Linux tại công ty. Một số ví dụ là Dell, IBM và Hewlett-Packard, xác nhận, sử dụng và bán Linux trên các máy chủ của riêng họ và Red Hat và SUSE, duy trì các bản phân phối doanh nghiệp của riêng họ. Tương tự, Digia hỗ trợ Linux bằng cách phát triển và cấp phép LGPL cho Qt, điều này giúp cho việc phát triển KDE trở nên khả thi và bằng cách sử dụng một số nhà phát triển X và KDE.

### Môi trường Desktop
KDE  là môi trường máy tính để bàn tiên tiến đầu tiên phiên bản 1.0 được phát hành vào tháng 7 năm 1998), nhưng nó đã gây tranh cãi do bộ công cụ Qt độc quyền khi đó được sử dụng. Gnome được phát triển thay thế do câu hỏi cấp phép. Cả hai sử dụng một bộ công cụ cơ bản khác nhau và do đó liên quan đến lập trình khác nhau và được tài trợ bởi hai nhóm khác nhau,, tổ chức phi lợi nhuận tại Đức KDE e.V. và tổ chức phi lợi nhuận tại Mỹ GNOME Foundation.
Tính đến tháng 4 năm 2007, một nhà báo đã ước tính rằng KDE có 65% thị phần so với 26% cho Gnome. Vào tháng 1 năm 2008, KDE 4 đã được phát hành sớm với các lỗi, đưa một số người dùng đến GNOME. GNOME 3, phát hành tháng 4/2011, được Linus Torvalds gọi là "mớ hỗn độn" do những thay đổi thiết kế gây tranh cãi của nó.
Sự không hài lòng với Gnome 3 đã dẫn đến một ngã nhánh, Cinnamon, được phát triển chủ yếu bởi nhà phát triển Linux Mint Clement LeFebvre. Điều này khôi phục môi trường máy tính để bàn truyền thống hơn với những cải tiến biên.
Bản phân phối được tài trợ tương đối tốt, Ubuntu, được thiết kế (và phát hành vào tháng 6 năm 2011), một giao diện người dùng khác có tên Unity hoàn toàn khác với môi trường máy tính để bàn thông thường và đã bị chỉ trích là có nhiều lỗi và thiếu cấu hình. Động lực là một môi trường máy tính để bàn duy nhất cho máy tính để bàn và máy tính bảng, mặc dù tính đến tháng 11 năm 2012 Unity vẫn chưa được sử dụng rộng rãi trên máy tính bảng. Tuy nhiên, phiên bản smartphone và máy tính bảng của Ubuntu và giao diện Unity của nó đã được Canonical Ltd tiết lộ vào tháng 1 năm 2013. Vào tháng 4 năm 2017, Canonical đã hủy bỏ hoàn toàn dự án Ubuntu Touch để tập trung vào các dự án IoT như Ubuntu Core. Vào tháng 4 năm 2018, Canonical đã bỏ Unity và bắt đầu sử dụng Gnome cho các bản phát hành Ubuntu từ ngày 18.04 trở đi.

## Microsoft cạnh tranh và hợp tác
Mặc dù Torvalds đã nói rằng cảm giác của Microsoft bị Linux đe dọa trong quá khứ không có hậu quả gì với ông, các hoạt động của Microsoft và Linux đã có một số tương tác đối kháng trong các năm 1997 và 2001. Lần đầu tiên nó trở nên khá rõ ràng vào năm 1998, khi lần đầu tiên tài liệu Halloween được đưa ra ánh sáng bởi Eric S. Raymond. Đây là một bài luận ngắn của một nhà phát triển Microsoft đã tìm cách đưa ra các mối đe dọa đối với Microsoft bởi phần mềm tự do và xác định các chiến lược để chống lại các mối đe dọa được nhận thức này.
Cạnh tranh bước vào một giai đoạn mới vào đầu năm 2004, khi Microsoft công bố kết quả từ các nghiên cứu khách hàng đánh giá việc sử dụng Windows so với Linux dưới tên gọi "Get the Facts" trên trang web riêng của mình. Dựa trên các câu hỏi, các nhà phân tích nghiên cứu và một số cuộc điều tra do Microsoft tài trợ, các nghiên cứu cho rằng doanh nghiệp sử dụng Linux trên máy chủ so sánh với việc sử dụng Windows về độ tin cậy, bảo mật và tổng chi phí sở hữu.
Đáp lại, các nhà phân phối Linux thương mại đã tạo ra các nghiên cứu, khảo sát và lời chứng thực của riêng họ để chống lại chiến dịch của Microsoft. Chiến dịch dựa trên web của Novell vào cuối năm 2004 đã được đặt tên là "Unbending the truth" và tìm cách phác thảo các lợi thế cũng như xua tan các trách nhiệm pháp lý được công bố rộng rãi của việc triển khai Linux (đặc biệt là trong trường hợp của SCO v IBM). Novell đặc biệt tham khảo các nghiên cứu của Microsoft ở nhiều điểm. IBM cũng đã xuất bản một loạt các nghiên cứu với tiêu đề là "The Linux at IBM competitive advantage" để đáp trả chiến dịch của Microsoft. Red Hat đã có một chiến dịch có tên là "Truth Happens"nhằm mục đích để cho hiệu suất của sản phẩm nói cho chính nó, chứ không phải là quảng cáo sản phẩm bằng cách nghiên cứu.
Vào mùa thu năm 2006, Novell và Microsoft đã công bố một thỏa thuận hợp tác về khả năng tương tác phần mềm và bảo vệ bằng sáng chế. Điều này bao gồm một thỏa thuận rằng khách hàng của Novell hoặc Microsoft có thể không bị công ty kia kiện vì vi phạm bằng sáng chế. Bảo vệ bằng sáng chế này cũng được mở rộng cho các nhà phát triển phần mềm tự do phi thương mại. Phần cuối cùng bị chỉ trích vì nó chỉ bao gồm các nhà phát triển phần mềm tự do phi thương mại.
Tháng 7 năm 2009, Microsoft đã đóng góp 22.000 dòng mã vào nhân Linux theo giấy phép GPLV2, sau đó được chấp nhận. Mặc dù điều này được coi là "một bước đi lịch sử" và như là một sự cải thiện khả năng, thái độ của Microsoft đối với Linux và phần mềm nguồn mở, nhưng quyết định này không hoàn toàn mang tính vị tha, vì nó hứa hẹn sẽ mang lại lợi thế cạnh tranh đáng kể cho Microsoft và tránh hành động pháp lý chống lại Microsoft. Microsoft thực sự bị buộc phải đóng góp mã khi kỹ sư chính của Vyatta và người đóng góp Linux Stephen Hemminger phát hiện ra rằng Microsoft đã kết hợp trình điều khiển mạng Hyper-V với các thành phần nguồn mở được cấp phép GPL, liên kết tĩnh với các nhị phân nguồn đóng trái với giấy phép GPL. Microsoft đã đóng góp các trình điều khiển để khắc phục vi phạm giấy phép, mặc dù công ty đã cố gắng miêu tả nó như một hành động từ thiện, thay vì một hành động để tránh hành động pháp lý chống lại nó. Trước đây, Microsoft đã gọi Linux là "ung thư" và "cộng sản".
Đến năm 2011, Microsoft đã trở thành người đóng góp lớn thứ 17 cho nhân Linux. Kể từ tháng 2 năm 2015, Microsoft không còn nằm trong số 30 công ty tài trợ đóng góp hàng đầu.:10–12
Dự án Windows Azure được công bố vào năm 2008 và đổi tên thành Microsoft Azure. Nó kết hợp Linux như một phần của bộ ứng dụng phần mềm dựa trên máy chủ. Vào tháng 8 năm 2018, SUSE đã tạo ra một nhân Linux được thiết kế riêng cho các ứng dụng điện toán đám mây dựa theo dự án Microsoft Azure. Phát biểu về port kernel, đại diện của Microsoft cho biết "Hạt nhân được điều chỉnh Azure mới cho phép những khách hàng đó nhanh chóng tận dụng các dịch vụ Azure mới như Accelerated Networking với SR-IOV."

## SCO
Tháng 3/2003, SCO Group cáo buộc IBM đã vi phạm bản quyền của họ trên UNIX bằng cách chuyển mã từ UNIX sang Linux. tuyên bố quyền sở hữu bản quyền đối với UNIX và một vụ kiện đã được đệ trình chống lại IBM. Red Hat đã phản đối và SCO đã đệ đơn kiện khác. Đồng thời với vụ kiện của họ, SCO bắt đầu bán giấy phép Linux cho những người dùng không muốn mạo hiểm khiếu nại về phía SCO. Vì Novell cũng tuyên bố bản quyền đối với UNIX, nên họ đã đệ đơn kiện SCO.
SCO đã nộp đơn xin phá sản.

## Bản quyền thương hiệu
NĂm 1994 và 1995, một số người từ các quốc gia khác nhau đã cố gắng đăng ký tên "Linux" làm nhãn hiệu. Do đó, các yêu cầu thanh toán tiền bản quyền đã được phát hành cho một số công ty Linux, một bước mà nhiều nhà phát triển và người dùng Linux không đồng ý. Linus Torvalds đã kiểm soát các công ty này với sự giúp đỡ của Linux International và được cấp nhãn hiệu cho cái tên mà anh ta đã chuyển cho Linux International. Việc bảo vệ nhãn hiệu sau đó được quản lý bởi một nền tảng chuyên dụng, tổ chức phi lợi nhuận Linux Mark Institute. Năm 2000, Linus Torvalds đã chỉ định các quy tắc cơ bản cho việc chuyển nhượng giấy phép. Điều này có nghĩa là bất kỳ ai cung cấp sản phẩm hoặc dịch vụ có tên Linux đều phải có giấy phép cho sản phẩm đó, có thể có được thông qua giao dịch mua duy nhất.
Tháng 6 năm 2005, một cuộc tranh cãi mới đã phát sinh về việc sử dụng tiền bản quyền được tạo ra từ việc sử dụng nhãn hiệu Linux. Linux Mark Institute, đại diện cho quyền của Linus Torvalds đã tuyên bố tăng giá từ 500 đến 5.000USD cho việc sử dụng tên này. Bước này được chứng minh là cần thiết để trang trải chi phí gia tăng của bảo vệ nhãn hiệu.

Để đáp ứng với sự gia tăng này, cộng đồng trở nên khó chịu, đó là lý do Linus Torvalds đưa ra thông báo vào ngày 21 tháng 8 năm 2005, để xóa tan những hiểu lầm. Trong một e-mail, ông đã mô tả chi tiết tình hình hiện tại cũng như bối cảnh cụ thể và cũng giải quyết câu hỏi ai phải trả chi phí giấy phép:
[...] và cần lặp lại: ai đó không muốn bảo vệ tên đó sẽ không bao giờ làm điều này. Bạn có thể gọi bất cứ thứ gì là "MyLinux", nhưng nhược điểm là bạn có thể có người khác tự bảo vệ mình và gửi cho bạn một lá thư ngừng hoạt động. Hoặc, nếu tên kết thúc hiển thị trong tìm kiếm nhãn hiệu mà LMI cần phải thực hiện một lần chỉ để bảo vệ nhãn hiệu (một yêu cầu pháp lý khác đối với nhãn hiệu), chính), LMI có thể phải gửi cho bạn lệnh ngừng hoạt động- hoặc cấp phép cho nó.
Khi đó, bạn có thể đổi tên nó thành một cái gì đó khác, hoặc bạn cấp phép lại cho nó. Xem nào? Nó nói về tất cả về việc bạn có cần sự bảo vệ hay không, không phải về việc LMI có muốn kiếm tiền hay không.

[...] Cuối cùng, chỉ cần làm rõ: không chỉ tôi không nhận được một xu tiền nhãn hiệu, mà ngay cả LMI (người thực sự quản lý nhãn hiệu) cho đến nay trong lịch sử luôn mất tiền. Đó không phải là một cách để duy trì nhãn hiệu, vì vậy, họ đã cố gắng ít nhất là tự cung tự cấp, nhưng cho đến nay tôi có thể nói rằng phí luật sư để bảo vệ rằng các công ty thương mại muốn cao hơn phí giấy phép. Ngay cả các luật sư chuyên nghiệp cũng tính phí cho thời gian của chi phí và tiền trợ cấp của họ, vv— Linus Torvalds

Linux Mark Institute đã bắt đầu cung cấp một bản quyền miễn phí vĩnh viễn trên toàn thế giới.

## Mốc thời gian
- 1991: Hạt nhân Linux được công bố vào ngày 25 tháng 8 bởi sinh viên 21 tuổi người Phần Lan Linus Benedict Torvalds.[14]
- 1992: Hạt nhân Linux được cấp phép lại theo GPL GNU. Các bản phân phối Linux đầu tiên được tạo.
- 1993: Hơn 100 nhà phát triển làm việc trên nhân Linux. Với sự trợ giúp của họ, hạt nhân được điều chỉnh phù hợp với môi trường GNU, tạo ra một phổ rộng các loại ứng dụng cho Linux. Bản phân phối Linux hiện có (tính đến năm 2018), Slackware, được phát hành lần đầu tiên. Cuối năm đó, dự án Debian được thành lập. Ngày nay nó là phân phối cộng đồng lớn nhất.
- 1994: Torvalds đánh giá tất cả các thành phần của hạt nhân đã trưởng thành hoàn toàn: ông phát hành phiên bản 1.0 của Linux. Dự án XFree86 đóng góp giao diện người dùng đồ họa (GUI). Các nhà sản xuất phân phối Linux thương mại Red Hat và SUSE xuất bản phiên bản 1.0 của các bản phân phối Linux của họ.
- 1995: Linux được port sang DEC Alpha và Sun SPARC. Trong những năm tiếp theo, nó được port đến một số lượng lớn hơn các nền tảng.
- 1996: Phiên bản 2.0 của nhân Linux được phát hành. Hạt nhân hiện có thể phục vụ một số bộ xử lý cùng một lúc bằng cách sử dụng đa xử lý đối xứng (SMP), và do đó trở thành một sự thay thế quan trọng cho nhiều công ty.
- 1998: Nhiều công ty lớn như IBM, Compaq và Oracle công bố hỗ trợ cho Linux. The Cathedral and the Bazaar lần đầu tiên được xuất bản dưới dạng một bài tiểu luận (sau này là một cuốn sách), dẫn đến Netscape công khai phát hành mã nguồn cho bộ trình duyệt web Netscape Communicator. Hành động của Netscape và các quan điểm của bài luận[51] đưa mô hình phát triển nguồn mở của Linux đến sự chú ý của các tờ báo kỹ thuật phổ biến.Ngoài ra, một nhóm lập trình viên bắt đầu phát triển giao diện người dùng đồ họa KDE.
- 1999: Một nhóm các nhà phát triển bắt đầu làm việc trên môi trường đồ họa GNOME, dự định trở thành một sự thay thế miễn phí cho KDE, tại thời điểm đó, phụ thuộc vào bộ công cụ Qt độc quyền. Trong năm, IBM công bố một dự án mở rộng cho sự hỗ trợ của Linux.
- 2000: Dell tuyên bố rằng họ hiện là nhà cung cấp số 2 các hệ thống dựa trên Linux trên toàn thế giới và là nhà sản xuất lớn đầu tiên cung cấp Linux trên toàn bộ dòng sản phẩm của mình.[52]
- 2002: Các phương tiện truyền thông báo cáo rằng "Microsoft đã giết Dell Linux"[53]
- 2004: Nhóm XFree86 chia tách và kết hợp với cơ quan tiêu chuẩn X hiện có để tạo thành X.Org Foundation,  dẫn đến sự phát triển nhanh hơn đáng kể của máy chủ X cho Linux.
- 2005: Dự án openSUSE bắt đầu phân phối miễn phí từ cộng đồng của Novell. Ngoài ra, dự án OpenOffice.org giới thiệu phiên bản 2.0 sau đó bắt đầu hỗ trợ các tiêu chuẩn OASIS OpenDocument.
- 2006: Oracle phát hành bản phân phối riêng của Red Hat Enterprise Linux. Novell và Microsoft tuyên bố hợp tác để có khả năng tương tác tốt hơn và bảo vệ bằng sáng chế lẫn nhau.
- 2007: Dell bắt đầu phân phối máy tính xách tay với Ubuntu được cài đặt sẵn.
- 2009: Vốn hóa thị trường của Red Hat bằng với Sun, được hiểu là một khoảnh khắc mang tính biểu tượng cho "nền kinh tế dựa trên Linux".[54]
- 2011: Version 3.0 của Linux kernel được phát hành.
- 2012: Doanh thu thị trường máy chủ Linux tổng hợp vượt quá phần còn lại của thị trường Unix.[55]
- 2013: Android, Hệ điều hành dựa trên Linux của Google chiếm 75% thị phần smartphone, về số lượng điện thoại được xuất xưởng.[56]
- 2014: Ubuntu đạt 22,000,000 người dùng.[57]
- 2015: Phiên bản 4.0 của Linux kernel được phát hành.[58]